# Telesforówka

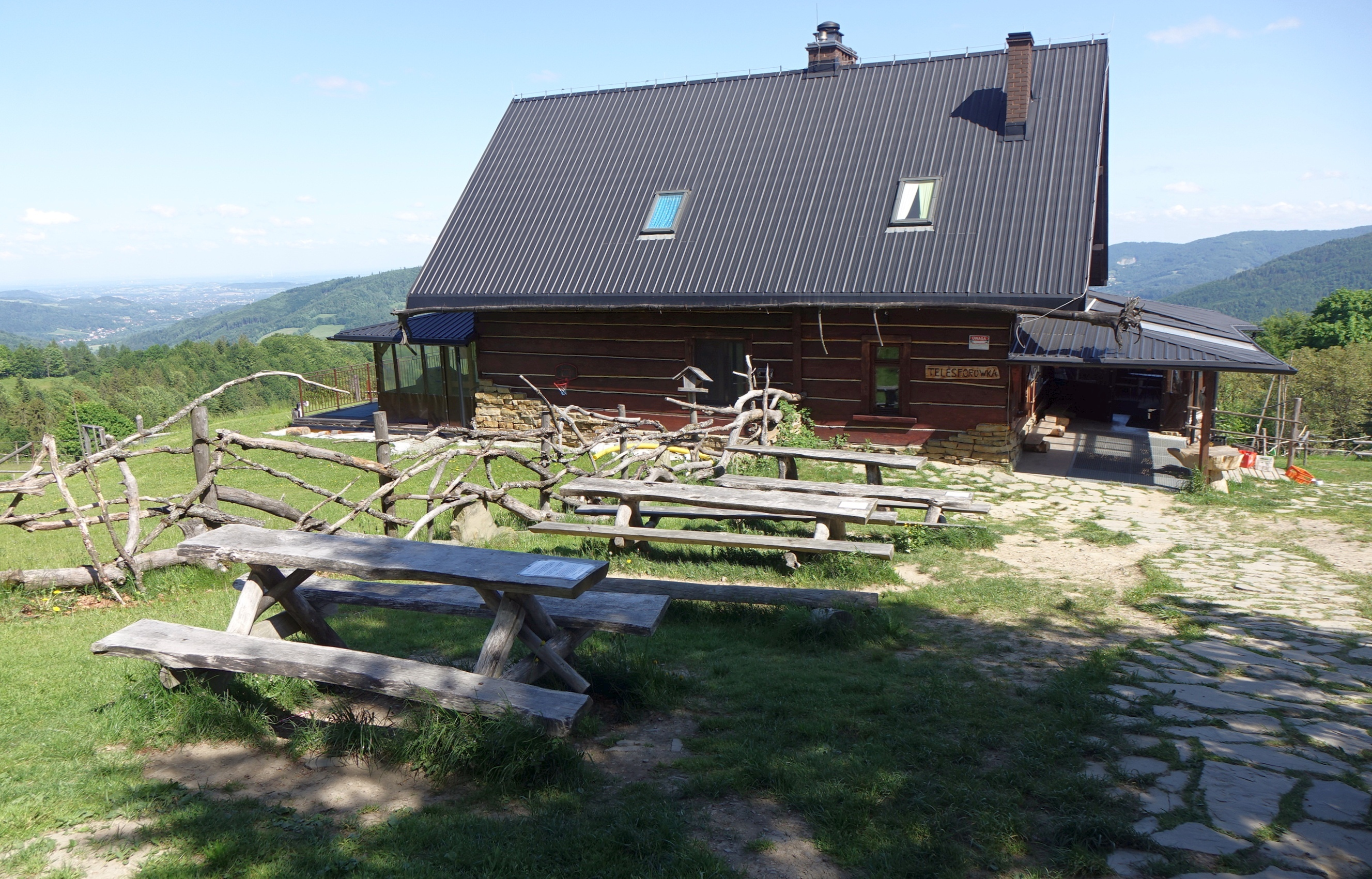
Telesforówka w 2023 r.

„Telesforówka” – kompleks prywatnych obiektów turystycznych: gastronomiczno – noclegowych, występujących pod wspólną nazwą Telesforówka, położony w Beskidzie Śląskim, na polanie na północnym stoku, nieopodal wierzchołka Trzech Kopców Wiślańskich w Paśmie Równicy, 200m na północ od szlaku żółtego. Z polany, na której leży “Telesforówka”, roztacza się panorama na główne szczyty Beskidu Śląskiego: m.in. Czantorię, Równicę, Orłową, Błatnią, Klimczok, Kotarz, Grabową, Skrzyczne i Baranią Górę. Obiekt funkcjonuje w charakterze schroniska górskiego, ale nie znajduje się w oficjalnym wykazie schronisk dla woj. śląskiego i jako taki nie jest schroniskiem, określany jest też jako schronisko prywatne.
Jest rozpoznawalny najbardziej za sprawą Volkswagena Garbusa zaadaptowanego na stanowisko do spożywania posiłków. W 2023 Telesforówka, wraz z Garbusem została odwzorowana na największej makiecie kolejowej w Polsce: Kolejkowo.

## Nazwa
Nazwa Telesforówka pochodzi od nazwiska właściciela (Teleśnicki) oraz od smoka Telesfora, jednego z bohaterów dawnego programu dla dzieci Pora na Telesfora, od którego przydomek dostał również założyciel obiektu. Nazwa ta często jest podawana razem z określeniem „Przytulisko” czy „Chata”, jako że nie stanowi ono schroniska górskiego w rozumieniu ustawy o usługach hotelarskich.

## Historia
Założycielami Telesforówki byli Anna i Jan Teleśniccy. W 1989 rozpoczęli testowo prostą działalność gastronomiczną (kompot i gofry) przy szlaku przebiegającym w pobliżu gruntów należących do rodziny od 1860 r. W kolejnym roku działalność była prowadzona z przyczepy kempingowej (protoplasta foodtrucków) z bogatszą ofertą gastronomiczną. W 1994 r. przyczepę zastąpiła drewniana chata w formie „szałasu górskiego”, który służył aż do 2018. W 2012 rodzinną firmę przejęło kolejne pokolenie: Andrzej Teleśnicki wraz z żoną Anną Teleśnicką. W tym samym roku rozpoczęła się budowa domu mieszkalnego z funkcją hotelarską. Obiekt powstawał z założeniem rozszerzenia działalności na cały rok, bez względu na pogodę. Pierwotny drewniany budynek był przystosowany dla funkcjonowania głównie latem. W 2018 r. został oddany do użytku nowy całoroczny budynek, położony poniżej obiektu pierwotnego.

## Warunki pobytu
Obiekt tworzą trzy obiekty: bufet, budynek mieszkalny oraz budynek noclegowy, w którym znajduje się łącznie 25 miejsc noclegowych w pokojach dwuosobowych, siedmioosobowym oraz w pokoju na 13 osób, świetlica oraz węzeł sanitarny.

## Szlaki turystyczne
Wisła Uzdrowisko dw. PKP – Kamienny – Trzy Kopce Wiślańskie – Smerekowiec – Przełęcz Salmopolska – Szczyrk
 Schronisko PTTK na Równicy – Orłowa – Trzy Kopce Wiślańskie
 Brenna – Horzelica – Stary Groń – dolina Leśnicy – Trzy Kopce Wiślańskie